# Amtsgericht Bensheim

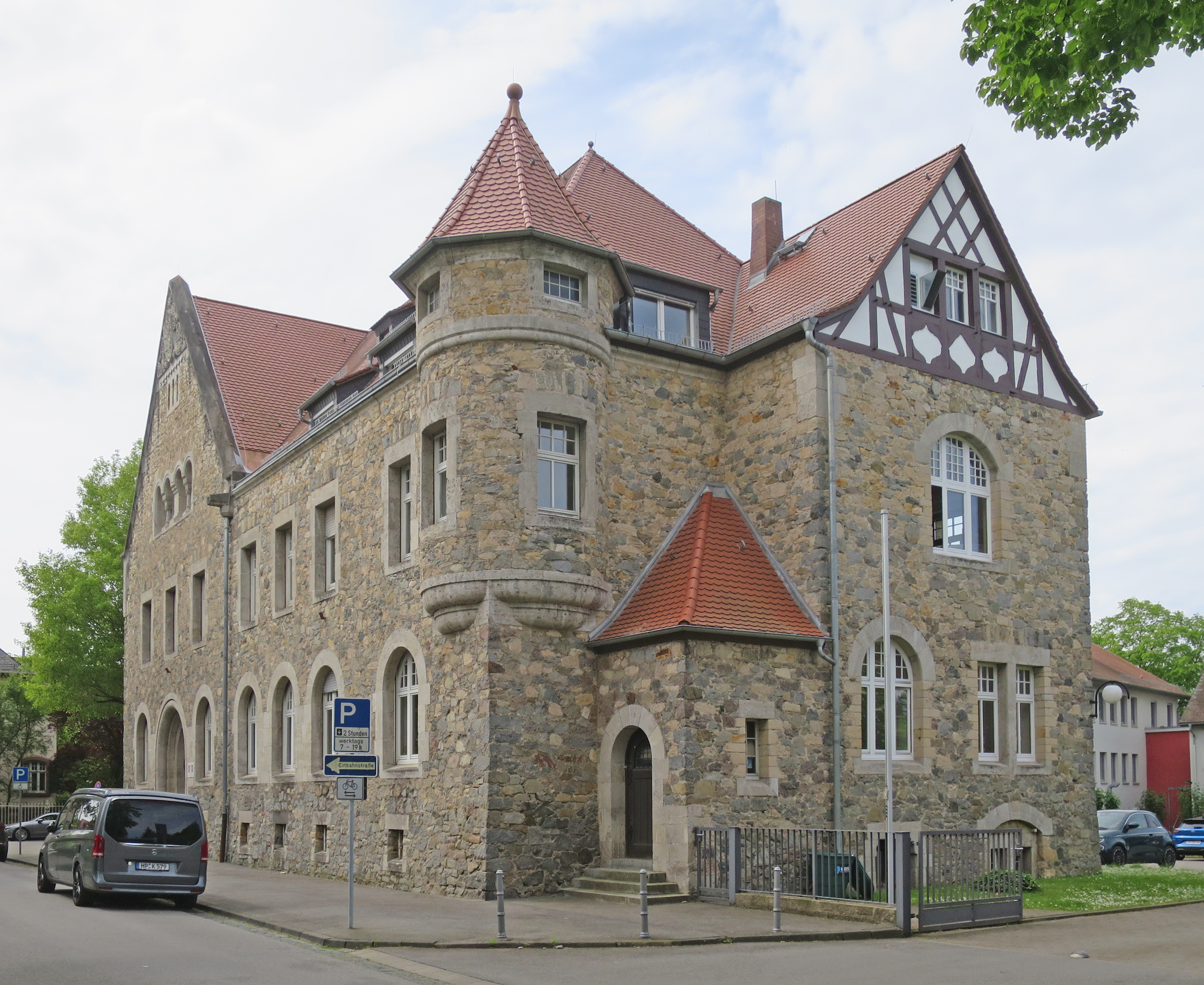
Amtsgericht Bensheim

Das Amtsgericht Bensheim (AG Bensheim) ist ein Gericht der ordentlichen Gerichtsbarkeit in der südhessischen Stadt Bensheim an der Bergstraße.

## Gerichtssitz und -bezirk

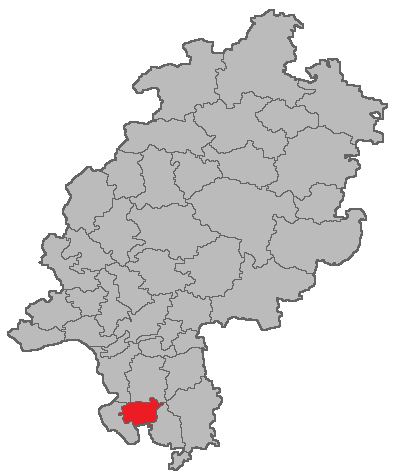
Lage des Amtsgerichtsbezirks Bensheim in Hessen

Der Sitz des Gerichtes ist in Bensheim an der Bergstraße in der Wilhelmstraße 26. Der Gerichtsbezirk des Amtsgerichts Bensheim umfasst die Stadt Bensheim (einschließlich aller Stadtteile), die Kreisstadt Heppenheim (einschließlich aller Stadtteile), die Stadt Lorsch, die Stadt Zwingenberg (mit dem Stadtteil Rodau), die Gemeinde Einhausen und die Gemeinde Lautertal (mit allen Ortsteilen).

## Zuständigkeit
Das Amtsgericht Bensheim ist die Erstinstanz in Zivil-, Familien- und Strafsachen für den eigenen Gerichtsbezirk. Darüber hinaus ist es zuständig für Jugendschöffen- und Schöffensgerichtssachen im eigenen Bezirk und in den Amtsgerichtsbezirken Fürth und Lampertheim.
Nicht zuständig ist das AG Bensheim für Handels- und Vereinsregistersachen sowie Insolvenzssachen. Hierfür ist das Amtsgericht Darmstadt zuständig. Für Mahnverfahren ist ebenfalls nicht das AG Bensheim zuständig. Die hessenweite Zuständigkeit liegt hier beim Amtsgericht Hünfeld.

## Geschichte

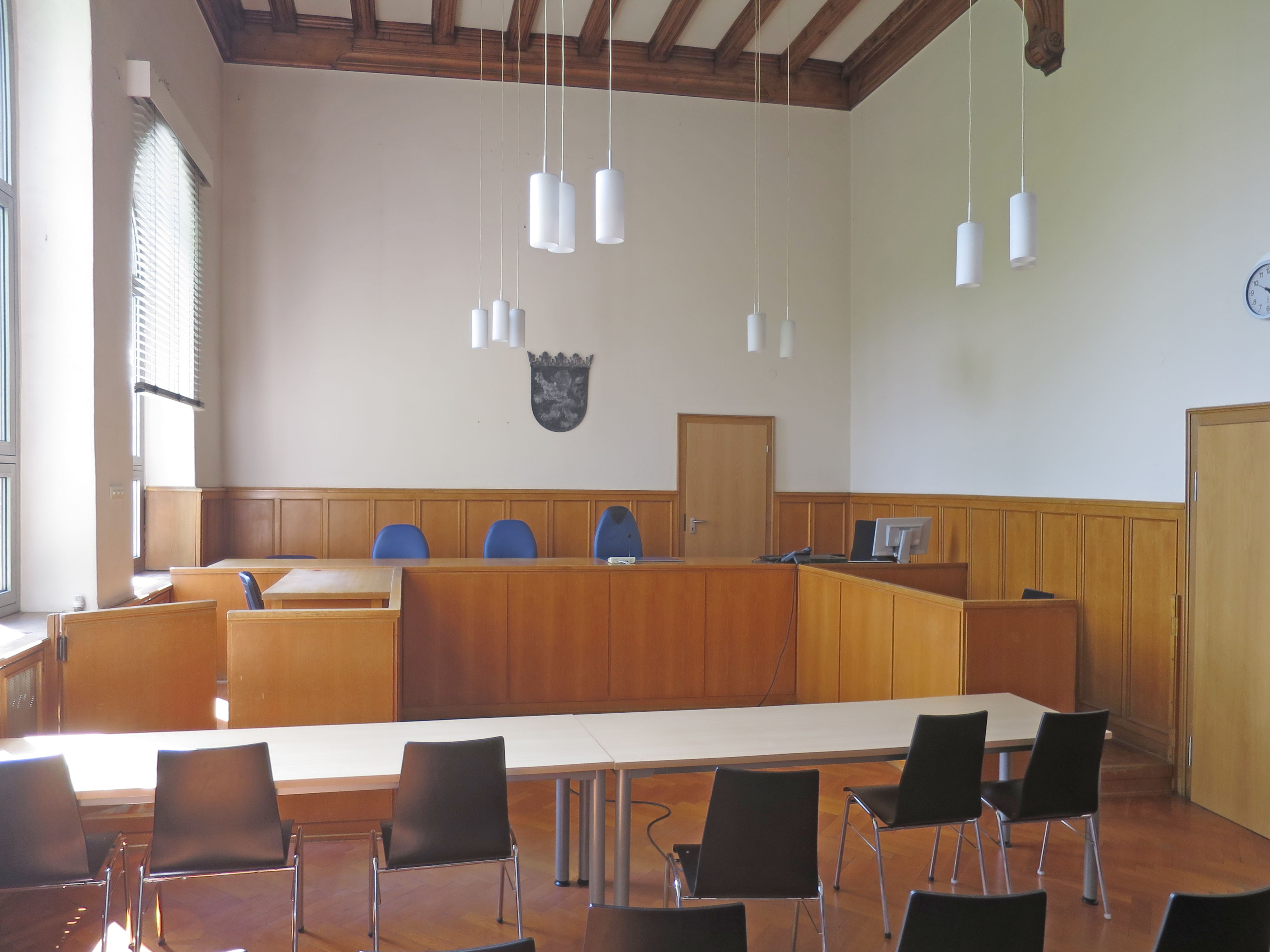
Großer Sitzungssaal

Auf Veranlassung des Großherzoglichen Ministerium der Justiz wurde mit Wirkung zum 1. Mai 1902 ein Amtsgericht in Bensheim errichtet und der zugehörige Amtsgerichtsbezirk aus den Orten Bensheim, Elmshausen, Gadernheim, Gronau, Lautern, Ober-Hambach, Raidelbach, Reichenbach, Unter-Hambach, Schönberg, Wilmshausen und Zell gebildet.
Am 1. Oktober 1934 wurden der gesamte Bezirk des aufgehobenen Amtsgerichts Zwingenberg mit den Gemeinden Alsbach, Auerbach, Balkhausen, Beedenkirchen, Bickenbach, Fehlheim, Hähnlein, Hochstädten, Jugenheim, Langwaden, Ober-Beerbach, Rodau, Schwanheim, Seeheim, Staffel und Zwingenberg und die Gemeinden Erbach, Groß-Hausen, Heppenheim, Kirschhausen, Klein-Hausen, Lorsch, Ober-Laudenbach, Sonderbach und Wald-Erlenbach aus dem Bezirk des aufgehobenen Amtsgerichts Lorsch dem Amtsgericht Bensheim zugeteilt.
Mit Wirkung zum 1. Juli 1968 wurden die Gemeinden Alsbach, Balkhausen, Bickenbach, Hähnlein, Jugenheim a. d. Bergstraße, Ober-Beerbach und Seeheim dem Amtsgericht Darmstadt zugelegt. Infolge der Gebietsreform in Hessen wurden schließlich zum 11. September 1971 der nach Heppenheim eingemeindete Ortsteil Mittershausen sowie zum 29. September 1972 die nach Lautertal eingemeindeten Ortsteile Knoden und Schannenbach  vom Amtsgericht Fürth abgetrennt und dem Amtsgericht Bensheim zugelegt.

## Übergeordnete Gerichte
Dem AG Bensheim ist das Landgericht Darmstadt und im weiteren Rechtszug das Oberlandesgericht Frankfurt am Main übergeordnet.

## Gebäude

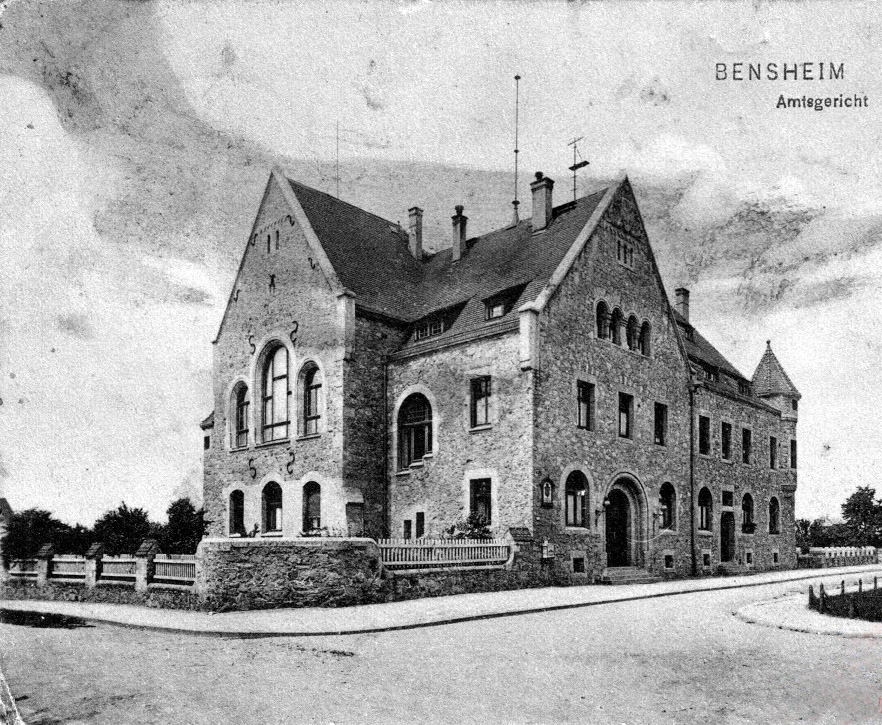
Das Gebäude des Amtsgerichts Bensheim vor 1913

Das Gebäude des Amtsgerichts wurde von dem Großherzoglich Geheimen Oberbaurat Karl Hofmann, der damals Professor an der Technischen Hochschule Darmstadt war, entworfen. Es war zur Gründung des Gerichts am 1. Mai 1902 bezugsfertig und steht heute unter Denkmalschutz.